# Piotr Pacewicz
Piotr Wojciech Pacewicz (ur. 1 stycznia 1953 w Warszawie) – polski psycholog i dziennikarz, publicysta dziennika „Gazeta Wyborcza”, współzałożyciel i od 2016 do 2024 redaktor naczelny OKO.press.

## Życiorys
Absolwent Wydziału Psychologii Uniwersytetu Warszawskiego. Od 1980 do 1989 był adiunktem w Instytucie Psychologii PAN, pracował także jako wykładowca psychologii społecznej na Uniwersytecie Technicznym w Berlinie.
W latach 80. związany z opozycją demokratyczną. Od 1981 do 1989 związany z „Tygodnikiem Mazowsze” (największym pismem podziemnej „Solidarności”) jako archiwista, następnie redaktor i twórca tekstów. Brał udział w obradach Okrągłego Stołu. Należał do założycieli „Gazety Wyborczej”, od 1995 do 2010 pełnił funkcję zastępcy redaktora naczelnego.
Zajmuje się sprawami polskiej sceny politycznej, podejmuje też tematykę obyczajowo-społeczną. Jeden z regularnych komentatorów „Gazety Wyborczej”, zajmujący się tematyką obrony praw człowieka, a także pomysłodawca i współorganizator licznych redakcyjnych akcji społecznych i promocyjnych „Gazety Wyborczej” (np. „Rodzić po ludzku”, „Szkoła z klasą”, „Polska biega”).
Został członkiem Rady Fundacji Szkoły z Klasą, którą współtworzył. Współzałożyciel i redaktor naczelny portalu OKO.press, którą kierował do 2024. Został też prezesem zarządu wydającej ten serwis Fundacji Ośrodek Kontroli Obywatelskiej OKO.
Współautor scenariusza do serialu Czwarta władza (2004).

## Odznaczenia i wyróżnienia
W 2011 został odznaczony Krzyżem Kawalerskim Orderu Odrodzenia Polski.
W 2016 wyróżniony Nagrodą Specjalną im. Dariusza Fikusa.
W 2000 otrzymał Tęczowy Laur, a w 2008 nagrodę Hiacynt w kategorii media. Jest laureatem Nagrody „Tolerancja 2007” przyznanej przez niemieckie, francuskie i polskie organizacje LGBT za publikacje krytykujące homofobię polskich władz i społeczeństwa.

## Życie prywatne
Jest wnukiem Feliksa Fikusa, dziennikarza i działacza Młodzieży Wszechpolskiej. Jego wujem był Dariusz Fikus, współtwórca „Polityki” i redaktor naczelny „Rzeczpospolitej”.
Trzykrotnie żonaty: z Dorotą, z Mają, z którą ma syna socjologa Josha (Jana) Pacewicza, oraz z Alicją, z którą ma dwóch synów: dziennikarza Krzysztofa i scenarzystę Mateusza.